# 하나조노 천황
하나조노 천황(일본어: 花園天皇, 1297년 8월 14일 ~ 1348년 12월 2일)은 제95대 일본 천황(재위: 1308년 ~ 1318년)이었다. 휘(諱)는 도미히토. 92대 후시미 천황의 4남으로 지묘인 황통에 속하였다.

## 생애
도미히토 친왕은 6촌 다이카쿠지 황통의 고니조 천황의 병사로 천황이 되었다.
- 도쿠지 3년 8월(1308년) 연호는 엔쿄로 바뀌어 하나조노 천황의 계승을 표시하였다.

은퇴한 하나조노의 아버지 후시미 천황과 은퇴한 하나조노의 형제 고후시미 천황 둘 다 그의 치세 동안 사원천황으로 영향력을 발휘하였다.
또한, 수 년 동안 바쿠후와 두 황통 간의 협상은 매 10년마다 두 황통 사이에서 황위를 교대로 맡는다는 결과에 도달하였다. (범포 합의)
하지만, 이 합의는 오래 지속되지 않았다. 협상된 조항들은 곧 하나조노 천황의 계승자에 의해 파기되었다.
1318년 그는 그의 6촌 다이카쿠지 황통의 고다이고 천황에게 양위하였다. 고다이고 천황은 고니조 천황의 형제였다. 그는 양위 후에 그의 조카를 양육하였는데 그의 조카는 후에 고곤 천황이 되었다.
1335년 그는 선불교의 승려가 되었다. 그는 1348년 사망하였다. 그는 탕화에 뛰어났고 교코쿠의 중요한 구성원이었다. 그는 또한 하나조노 인심기라 불리는 일기를 남겼다. 그는 매우 불심이 깊었고 문학적인 사람이었다.

## 가계도
- 중궁 : 오기마치(후지와라) 사네코(죠츠시)(正親町(藤原) 実子) (1297-1360) - 오기마치 사네아키라(正親町 実明)의 딸이자 토우인 킨모리(洞院公守)의 양녀
  - 제1황녀 : 키안몬인(徽安門院) 코토코(쥬시) 내친왕(壽子 内親王) (1318-1358)
  - 제2황자 : 겐쇼 법친왕(源性 法親王) 또는 와자나가 친왕(業永 親王) (1327-1353)
  - 제3황자 : 나오히토 친왕(直仁 親王) (1335-1398)
  - 황녀 : 요시코(기시) 내친왕(儀子内親王)
- 텐지 : 이치죠노 츠보네(一条局) 오기마치(후지와라)씨(正親町(藤原)氏) (?-1325) - 오기마치 사네아키라(正親町 実明)의 딸이자 사네코의 동생
  - 제1황자 : 카쿠요 법친왕(覚誉 法親王) (1320-1382)
- 텐지 : 레이제이노 츠보네(冷泉局) 하무로(후지와라) 요리코(라이시)(葉室(藤原) 頼子) - 하무로 요리마카(葉室 頼任)의 딸
  - 황녀 : 노리코(슈쿠시) 내친왕(祝子 内親王)

## 같이 보기
- 일본 천황
- 고하나조노 천황